# 巴尔特·费尔德坎普
巴尔特·费尔德坎普（荷蘭語：Bart Veldkamp，1967年11月22日—），荷兰及比利时男子速度滑冰运动员。他曾代表荷兰、比利时在冬季奥运会速度滑冰比赛中获得1枚金牌和2枚铜牌。